# Дідрик жовтогрудий

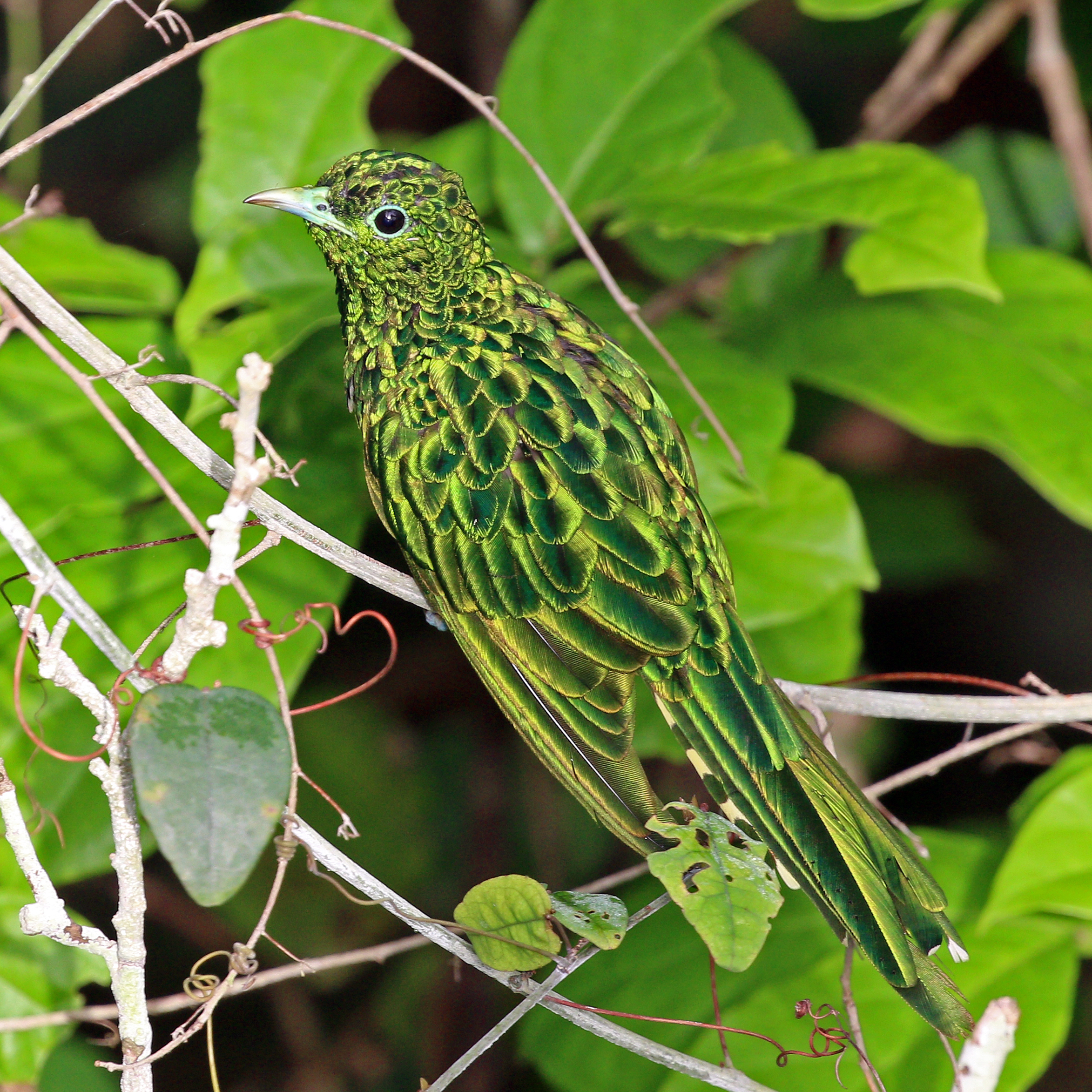
Самець жовтогрудого дідрика (Національний парк Какум, Гана)

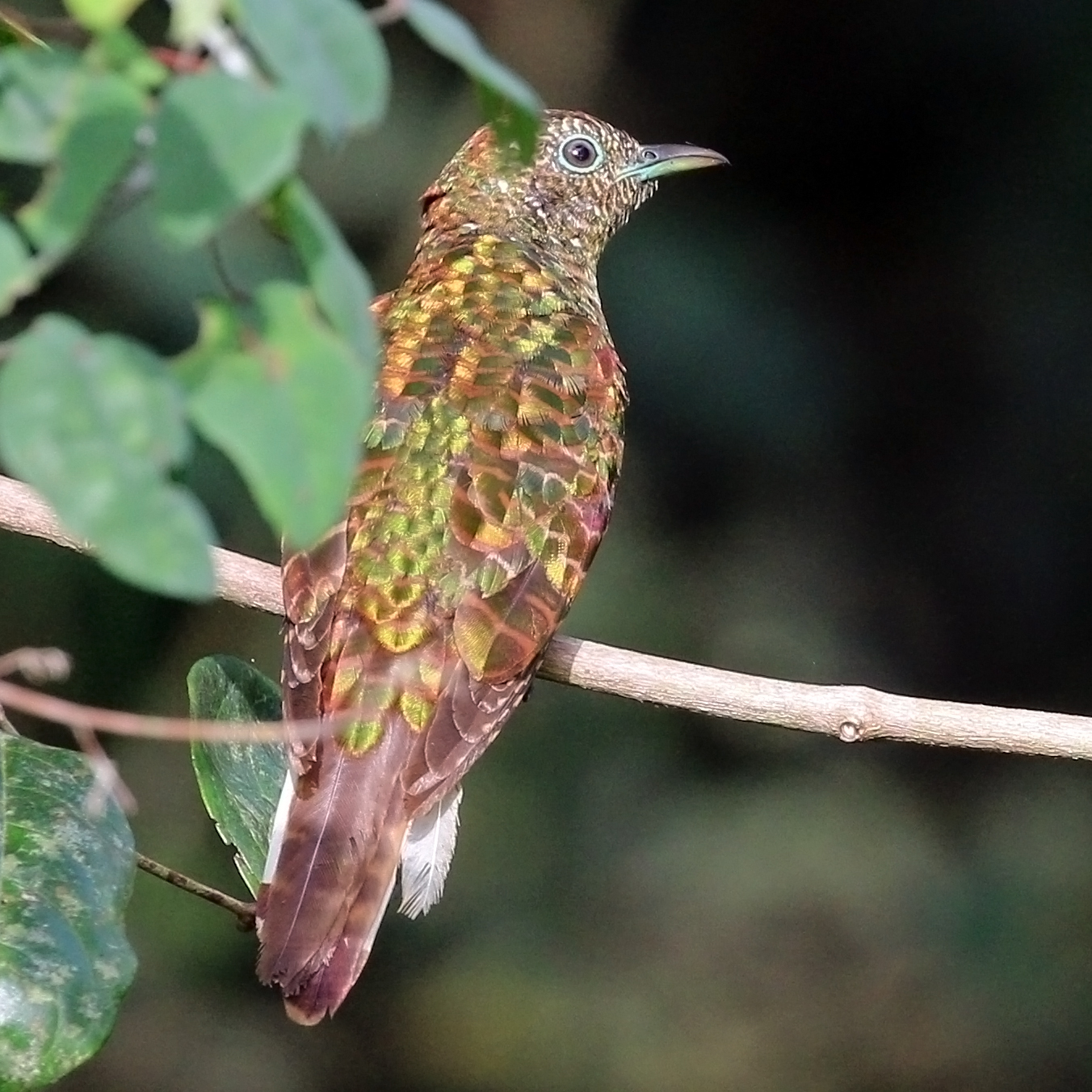
Самиця жовтогрудого дідрика (Національний парк Какум, Гана)

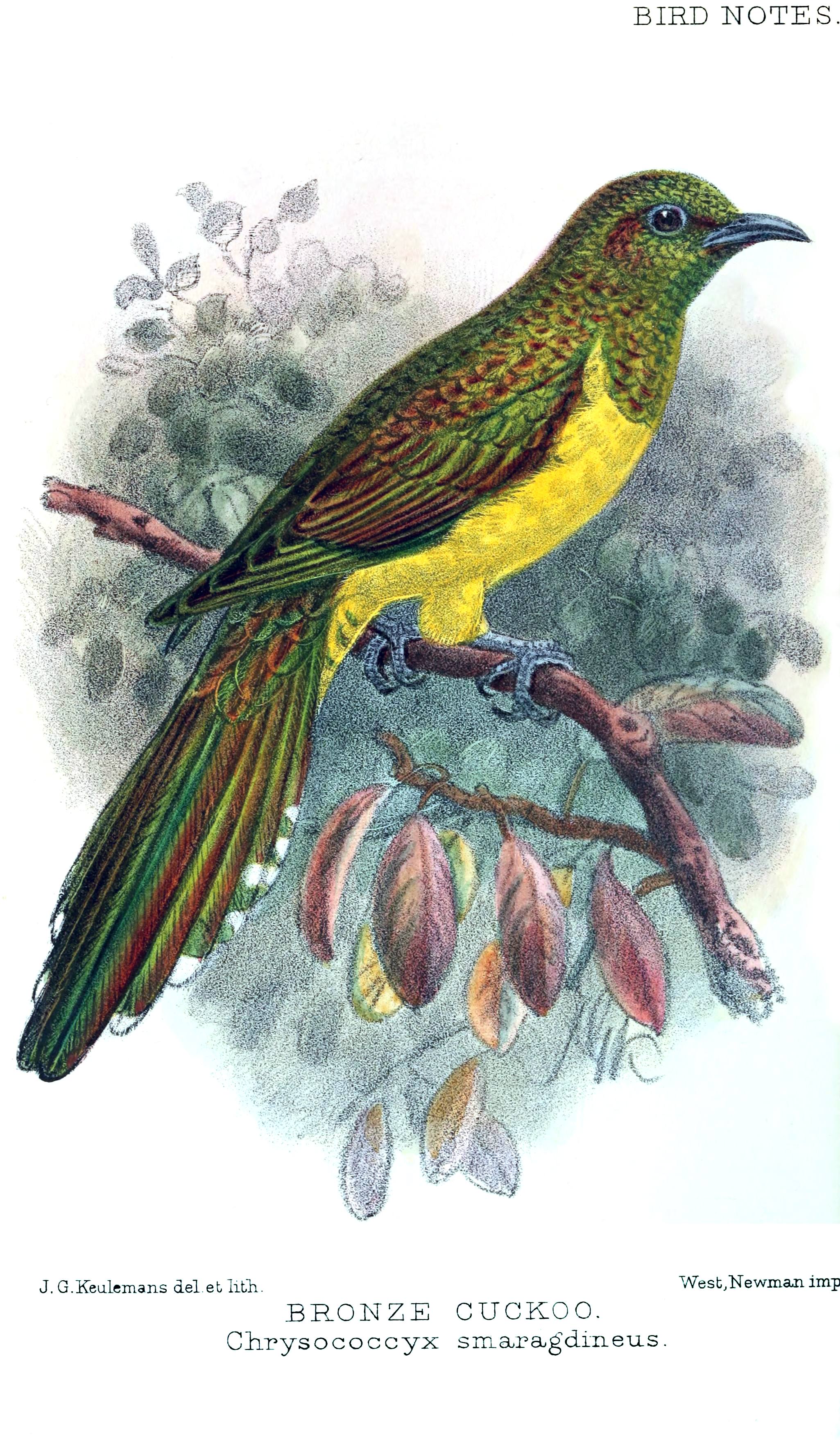
Жовтогрудий дідрик

Ді́дрик жовтогрудий (Chrysococcyx cupreus) — вид зозулеподібних птахів родини зозулевих (Cuculidae). Мешкає в Африці на південь від Сахари та на Аравійському півострові.

## Опис
Довжина птаха становить 20-23 см, самці вага 38,3 г, самиці 37.4 г. Самці мають переважно яскраво-зелене, блискуче забарвлення, груди, живіт і нижні покривні пера хвоста у них жовті, на нижній стороні хвоста помітні білі кінчики стернових пер. У самиць верхня частина тіла смугаста, зелено-коричнева, нижня частина тіла біла, поцяткована поперечними зеленими смугами. Хвіст у них коротший, ніж у самців.  Райдужки темно-карі, навколо очей у самців синьо-зелені кільця, у самиць вони яскраво-сині.

## Поширення і екологія
Жовтогруді дідрики гніздяться на більшій частині Субсахарської Африки, від південного Сенегалу на схід до Ефіопії і Еритреї і на південь до південно-східних районів Південно-Африканської Республіки, зокрема на островах Гвінейської затоки. На більшій частині ареалу ці птахи зустрічаються протягом всього року, а в Західній і Південній Африці вони є мігруючими птахами і зустрічаються лише під час сезону дощів. Жовтогруді дідрики живуть у вологих тропічних лісах і галерейних лісах, трапляються в сухих тропічних лісах і рідколіссях.
Жовтогруді дідрики живляються комахами і гусінню, яких шукають в кронах дерев, а також плодами, насінням і яйцями. Як і багато інших видів зозуль, вони практикують гніздовий паразитизм, відкладаючи яйця в гнізда іншим птахам, зокрема ткачикам, нектаркам, бюльбюлям, чепігам і кропив'янкам. За сезон розмноження вони можуть відкласти від 19 до 25 яєць. Сезон розмноження у них припадає на сезон дощів і триває переважно з вересня по березень. Пташенята білочеревого дідрика вилуплюються через 13-14 днів після відкладання яйця, раніше ніж інші птахи в гнізді, а через кілька днів вони викидають з гнізда яйця, що не встигли вилупитися або інших пташенят. Пташенята покидають гніздо через 18-20 днів після вилуплення, однак птахи-хазяї продовжують годувати їх ще приблизно 2 тижні.